# Punk in Drublic
Punk in Drublic to piąty album studyjny punkrockowej grupy NOFX. Płyta została opublikowana w roku 1994 przez wytwórnię Epitaph. Tytuł płyty zawiera w sobie grę półsłówek - jest to przeinaczony zwrot Drunk in Public oznaczający upicie się w miejscu publicznym.

## Lista utworów
Wszystkie utwory autorstwa  Fat Mike'a, chyba że napisano inaczej.
1. "Linoleum" – 2:10
2. "Leave It Alone" (Fat Mike, Eric Melvin) – 2:04
3. "Dig" – 2:16
4. "The Cause" – 1:37
5. "Don't Call Me White" – 2:33
6. "My Heart Is Yearning" – 2:23
7. "Perfect Government" (Mark Curry) – 2:06
8. "The Brews" – 2:40
9. "The Quass" – 1:18
10. "Dying Degree" – 1:50
11. "Fleas" – 1:48
12. "Lori Meyers" – 2:21
13. "Jeff Wears Birkenstocks" – 1:26
14. "Punk Guy ('Cause He Does Punk Things)" – 1:08
15. "Happy Guy" – 1:58
16. "Reeko" – 3:05
17. "Scavenger Type" – 7:12

- ścieżka 17 zawiera ukryte nagranie zaczynające się w 5 minucie i 29 sekundzie, w którym gitarzysta El Hefe naśladuje bohaterów kreskówek, takich jak Yosemite Sam czy Popeye.

## Twórcy
- Fat Mike - wokal, gitara basowa
- Eric Melvin - gitara
- Eric Sandin - perkusja
- El Hefe  - gitara, wokal, trąbka

- Mark Curry i Kim Shattuck wokale
- Chris Dowd  - puzon w utworze "Dig"
- Kenny Lyon - dodatkowa gitara
- Mr Rojers - steel-drums
- New Jew Revue - grupowy śpiew w  "The Brews"